# 识骨寻踪 (第四季)
美國福克斯廣播公司電視連續劇識骨尋蹤的第四季於2008年9月3日作連續二小時的首播，並在2009年5月14日播放季度大結局。該劇改變了播放時間，前半段於星期三下午8:00 ET播出。其後半段則於2009星期四下午8:00 ET播出。本季合共播放26集，平均收視率約10.8百萬。
在英國，該劇在2008年9月25日於天空第一台首播，並在2009年5月28日播放季度大結局，平均收視率約8.27百萬。

## 演员和角色

### 主演
- 艾蜜莉·戴丝香侬 饰 汤普伦斯·“小骨”·布雷恩娜，是一个法医人类学家以及瑟雷·布斯的妻子。
- 大卫·伯瑞纳 饰 FBI探员 瑟雷·布斯，與杰斐遜小組合作調查不同案件以及 小骨 的丈夫。
- 米凯拉·考林 饰 安琪拉·马丁尼古，是艺术家，负责模拟分析重建，以及杰克·哈金斯的妻子。
- T·J·塞恩 饰 杰克·哈金斯 博士，是昆虫学学者，礦物學家，孢粉學家，法医化學家以及安琪拉·马丁尼古的丈夫。
- 塔玛拉·泰勒 饰 凯姆·瑟罗，法醫病理學家與實驗室的主管。
- 約翰·博伊德饰 詹姆斯·奥布斯里，一個初級FBI探員，在瑟雷·布斯的手下協助工作。
- 约翰·戴利 饰 兰斯·斯维特,FBI的心理學家,評估及處理布斯與布伦南的工作關係。

### 常驻
- David Greenman 饰 Marcus Geier, 一名法醫技術人員 (5集)
- Patricia Belcher 饰Caroline Julian, 政府的檢察官(4 集)
- Brendan Fehr饰Jared Booth, Booth 的弟弟 (4 集)
- Marisa Coughlan 饰 FBI 探員 Payton Perotta (3 集)
- Nichole Hiltz 饰 Roxie Lyon, Angela 的女朋友 (3 集)
- Tuppence Middleton 饰 Vera Waterhouse (2 集)
- Eric Millegan 饰 Dr. Zack Addy (2 集)
- Ryan O'Neal 饰 Max Keenan, Brennan 的父親(2 集)
- Ty Panitz 饰 Parker Booth, Booth 的兒子(2 集)
- Stephen Fry 饰 Dr. Gordon Wyatt, Booth 的前心理學者(1 集)
- Billy Gibbons 饰 Angela 的父親(1 集)
- Deirdre Lovejoy 饰 Heather Taffet (1 集)

由本季開始引入了一些新的實習生以填補Zack的位置。
- Eugene Byrd 饰 Dr. Clark Edison (6 集)
- Ryan Cartwright 饰 Vincent Nigel-Murray (5 集)
- Michael Grant Terry 饰Wendell Bray (5 集)
- Carla Gallo 饰 Daisy Wick (4 集)
- Joel David Moore 饰 Colin Fisher (4 集)
- Pej Vahdat 饰 Arastoo Vaziri (3 集)
- Michael Badalucco 饰 Scott Starret (1 集)